# Вихровий витратомір

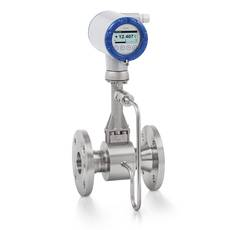
Вихровий витратомір

Вихрови́й витратомі́р — різновид витратоміра, принцип дії якого ґрунтується на вимірюванні частоти коливань, що виникають у потоці в процесі утворення вихорів.

## Принцип роботи

Анімація вихрової доріжки Кармана

В основі методики вимірювання лежить явище, що має назву «Вихрова доріжка Кармана» (назване на честь дослідника Теодора фон Кармана), згідно з яким при обтіканні нерухомого твердого тіла потоком рідини за тілом утворюється вихрова доріжка, що складається з вихорів, які почергово зриваються з протилежних боків тіла (див. рис.). Частота утворення вихорів f за тілом у першому наближенні є пропорційною до швидкості потоку V і залежить від безрозмірного критерія Sh (числа Струхала) і ширини тіла обтікання d
{\displaystyle f=Sh{\frac {V}{d}}.}

## Класифікація
Детектування вихорів та вимірювання частоти їх утворення дозволяють визначити швидкість та об'ємну витрату рідини. У залежності від способу визначення частоти вихорів розрізняють вихрові витратоміри на основі п'єзодатчиків та вихроакустичні витратоміри.

### Вихрові витратоміри на основі п'єзоелектричних давачів
У вихрових витратомірах на основі п'єзоелектричних давачів для створення вихрового руху на шляху потоку рідини, газу або пари встановлюється тіло обтікання, зазвичай з трапецевидним або трикутним перетином.
Типова схема такого вихрового витратоміра включає проточну частину витратоміра, встановлену за допомогою фланців в трубопроводі, котра містить тіло обтікання, за яким попарно встановлені п'єзоелектричні датчики тиску. Пульсації тиску, що виникають у потоці в результаті утворення вихорів, реєструються датчиками, а частота пульсації пропорційна швидкості потоку. Парне розміщення датчиків дозволяє підсилити корисний сигнал і мінімізувати вібраційні та акустичні завади. Сигнали з п'єзоелектричних перетворювачів поступають на плату цифрової обробки, де відбувається обчислення об'ємної витрати і об'єму рідини (газу), що пройшов трубопроводом за певний період часу при заданих умовах, і у вигляді цифрового коду передається на комп'ютер верхнього рівня вимірювальної системи чи системи керування.
Вихрові витратоміри з п'єзоелектричними датчиками знайшли застосування для вимірювання витрат рідин, газів і пари на трубах діаметром від 15 до 500 мм з динамічним діапазоном 1:40 і вище та відносною похибкою +(1…1,5)% за температур контрольованого середовища від мінус 60 до 500 °C й тисках до 30 МПа, забезпечуючи на світовому ринку понад 5 % засобів обліку рідких та газоподібних енергоносіїв.

### Вихороакустичні витратоміри
У вихороакустичних витратомірах як тіло обтікання застосовується призма з трапецевидним перетином, а детектування вихорів здійснюється за допомогою ультразвукових перетворювачів п'єзовипромінювача та п'єзоприймача, розміщених за тілом обтікання поперечно до потоку діаметрально протилежно. На п'єзовипромінювач від генератора подається змінна напруга, що перетворюється в ультразвукові коливання. Пройшовши через потік, ці коливання в результаті взаємодії з вихорами модулюються за фазою. На п'єзоприймачі ультразвукові коливання перетворюються в електричні і подаються на фазовий детектор, де визначається зсув фаз між сигналами генератора і п'єзоприймача. На виході фазового детектора утворюється напруга, що за частотою відповідає частоті вихорів, що через пропорційність до швидкості потоку є мірою витрати.

## Переваги
Перевагою вихрових витратомірів є
- відсутність будь-яких рухомих деталей усередині трубопроводу;
- досить низька нелінійність (<1,0 %) в широкому діапазоні вимірювань (> 1:10 … 1:40);
- частотний вихідний сигнал;
- інваріантність методу відносно електричних властивостей і агрегатного стану рухомого середовища.

## Проблеми та недоліки
Слід зазначити, що фізичні процеси, що відбуваються у потоці за тілом обтікання, є складними. Тут виникають пульсації тиску, температури, швидкості звуку та інших фізичних параметрів. Не дивлячись на бурхливий розвиток чисельних методів, що використовуються у розрахунках складних об'єктів, до цих пір відсутні задовільні математичні моделі гідродинамічних процесів, що мають місце у вихрових витратомірах. А це, у свою чергу. обумовлює відносно низький діапазон параметрів, за яких витратоміри такого типу можуть використовуватись для вимірювань із заданою точністю.